# Ozicrypta clyneae
Ozicrypta clyneae is een spinnensoort uit de familie Barychelidae. De soort komt voor in Queensland.